# Eddie Prévost
Pour les articles homonymes, voir Prévost.
Edwin John Prévost (né le 22 juin 1942 à Hitchin dans l'Hertfordshire) est un percussionniste anglais qui a fondé le groupe d'improvisation AMM.

## Biographie
Élevé dans le quartier londonien de Bermondsey, il obtient une bourse d'État pour étudier à Addey and Stanhope Grammar School, Deptford, où les cours de musique se limitent au chant et à l'appréciation de la musique classique. Adolescent Prévost travaille à temps partiel après l'école et peut ainsi s'acheter sa première caisse claire. Il quitte l'école à 16 ans et joue dans divers groupes de jazz. C'est avec l'un de ces groupes qu'il rencontre le trompettiste David Ware avec qui il partage une passion pour le jazz hard bop. Au début de la vingtaine, ils forment un quintette de jazz moderne qui comprend Lou Gare.
AMM est co-fondé en 1965 avec Lou Gare et Keith Rowe. Ils sont bientôt rejoints par Lawrence Sheaff et par le compositeur Cornelius Cardew. Par la suite, Cardew, Gare, Prévost et Rowe restent à la base de l'ensemble jusqu'à ce que le groupe se fracture en 1972. D'autres musiciens entrent dans les rangs de l'AMM après le départ de Cardew. Ceux qui apportent des contributions significatives sont le violoncelliste Rohan de Saram et le pianiste John Tilbury. Ce dernier est un ami de Cardew et devient plus tard son biographe.
Cependant, la batterie doit passer au second plan dans la production musicale de Prévost. Hormis de rares sorties musicales, il ne se réengage plus pleinement dans la batterie jazz. Bien que, continuant à jouer des percussions, un projet aux accents jazz avec Seymour Wright et Ross Lambert dans un ensemble appelé SUM est le précurseur d'une période plus consacrée à la batterie.
AMM entretient une longue relation avec des œuvres particulières indéterminées et expérimentales, en particulier celles de Cardew. Ces pièces et d'autres de Christian Wolff et John Cage, étaient parfois jouées avec une improvisation. Certains organisateurs de concerts étaient plus intéressés par la diffusion de ces pièces que par la principale production musicale d'AMM. D'où l'ambivalence de Prévost quant à l'inclure dans les programmes de concerts. La recherche créative est détournée, dans de telles œuvres, conformément aux exigences de la notation ou du schéma de composition. Cela a inévitablement empêché le musicien "d'être au cœur de l'expérience".
Bien que les labels commerciaux aient manifesté un certain intérêt pour la nouvelle musique d'improvisation dès la fin des années 1960, cela s'avère ne pas être satisfaisant ni durable. Avec un certain nombre d'initiatives, Prévost cherche à prendre le contrôle de son propre travail en fondant sa propre maison pour publier sa musique et ses écrits. Matchless Recordings and Publishing est fondé en 1978. Les premières années, c'est un travail lent et laborieux, peu est produit et peu de ventes réalisées. Peu à peu cependant, les enregistrements de Matchless commencent à être la base de diffusion d'œuvres en développement. La plupart de la production d'AMM est présentée sur Matchless et cela s'est diversifié pour inclure d'autres artistes et groupes.

Au fil des ans, Prévost anime de nombreux ateliers de musique improvisée. Lors d'un séminaire qu'il dirige au Canada en 1999, Prévost écrit :
"J'avais, bien sûr, déjà une longue expérience de l'improvisation et de la musique expérimentale, principalement grâce à ma participation à l'AMM et à ma collaboration étroite avec les compositeurs Cornelius Cardew et Christian Wolff. De cette expérience j'avais commencé une hypothèse de travail dans mon livre 'No Sound is Innocent'. Cependant, il y a toujours plus à découvrir. Au cours de mon long vol à travers l'Atlantique, j'ai eu l'intuition qu'il était possible d'en savoir plus. Non pas par l'introspection, si elle est rationnelle, mais, par la découverte ou l'expérimentation : la praxis. Aucune théorie ne vaut si elle n'est pas entièrement testée. Par conséquent, en novembre 1999, j'ai fait savoir qu'un atelier d'improvisation gratuit commencerait chaque semaine dans une salle du Community Music Centre de Londres. Le premier vendredi soir arriva. La chambre était disponible justement parce que personne ne l'a jamais louée un vendredi ! J'ai attendu."
Depuis lors, l'atelier s'est poursuivi chaque semaine et il y règne une forte ambiance collégiale. Comme espéré et anticipé, la présence continue de Prévost n'est plus nécessaire. Cette activité est complétée par des forums de discussion occasionnels et aussi occasionnellement de l'expérimentation musicale en atelier collectif.